# Troy Caupain
Troy Caupain (ur. 29 listopada 1995 w Nowym Jorku) – amerykański koszykarz, występujący na pozycji rozgrywającego, obecnie zawodnik Darüşşafaka Tekfen.
12 września 2019 dołączył do obozu szkoleniowego Portland Trail Blazers. 18 października opuścił klub.
21 lutego 2020 został zawodnikiem belgijskiego Filou Ostenda. 31 lipca dołączył do niemieckiego Ratiopharmu Ulm.
29 czerwca 2021 zawarł umowę z tureckim Darüşşafaka Tekfen.

## Osiągnięcia
Stan na 4 czerwca 2021, na podstawie, o ile nie zaznaczono inaczej.
NCAA
- Uczestnik:
  - II rundy turnieju NCAA (2015, 2017)
  - meczu gwiazd NCAA - Reese's College All-Star Game (2017)
  - turnieju:
    - turnieju NCAA (2014–2017)
    - Portsmouth Invitational (2017)
- Mistrz sezonu regularnego konferencji American Athletic (AAC – 2014)
- Zaliczony do:
  - I składu:
    - AAC (2016)
    - turnieju:
      - AAC (2016)
      - Barclays Center Classic (2016)

  - II składu AAC (2017)
  - składu AAC honorable mention (2015)
- Lider wszech czasów konferencji AAC w liczbie asyst (515)

Drużynowe
- Mistrz Belgii (2020)